# Todesfall Mouhamed Dramé
Am 8. August 2022 kam der Senegalese Mouhamed Lamine Dramé infolge eines Polizeieinsatzes in der Dortmunder Nordstadt durch Schüsse eines Polizisten ums Leben. Die fünf mit Hinblick auf den Einsatz angeklagten Polizisten wurden erstinstanzlich am Ende eines einjährigen Strafprozesses im Dezember 2024 in allen Anklagepunkten freigesprochen. Die Begründung wurde in der Presse unterschiedlich rezipiert, zum Teil wurde für die handelnden Beamten Erlaubnistatbestandsirrtum als Urteilsbegründung angegeben.

## Biografie Mouhamed Dramé
Mouhamed Lamine Dramé stammte aus einem Dorf der knapp 50.000 Einwohner umfassenden, landwirtschaftlich geprägten Gemeinde Ndiaffate im Département Kaolack im Senegal. Diese liegt in direkter Nähe zur Großstadt Kaolack und zum Fluss Saloum. Im Alter von zwölf Jahren wurde Dramé von seinem Vater auf eine Koranschule im Nachbarland Guinea-Bissau geschickt. Über Dramés Alter existieren unterschiedliche Angaben. Während er selbst angab, 16 Jahre alt zu sein, recherchierte Spiegel TV, dass er „nicht 16, sondern wohl 25 Jahre alt war“. In der Hauptverhandlung stellte der Vorsitzende Richter fest, dass Dramé mindestens älter als 20 Jahre gewesen sein müsse, womit er in jedem Fall als volljährig galt. Laut einer Akte des Jugendamts Dortmund habe sich Mouhamed Dramé eigenen Angaben nach Ende 2019 aus dem Senegal auf den Weg nach Europa begeben, um seine Familie finanziell zu unterstützen. Seine Familie gab im Prozess jedoch an, dass die Abreise erst 2021 erfolgt sei. Zusammen mit einem Freund, der bei Dramés Familie aufwuchs, führte der Weg über Mali und Mauretanien nach Marokko. Ende 2021 fuhr er mit einem Boot von Marokko nach Spanien, wobei sein Begleiter im Mittelmeer unter unbekannten Umständen ertrunken sein soll.
Aus einer Unterkunft für Asylsuchende in Sevilla machte er sich, da es ihm „dort nicht gefallen habe“, mit dem Zug via Paris auf nach Deutschland. Nach seiner illegalen Einreise im April 2022 machte Dramé mehrere falsche Angaben: So gab er an, malischer Staatsbürger zu sein, dass seine Mutter verstorben sei und er seinen Vater nie getroffen habe. Reporter von Spiegel TV und der Welt trafen Dramés Eltern im Senegal, die angaben, zehn Kinder zu haben.
Zunächst war Dramé in einer Jugendeinrichtung in Worms und Zornheim untergebracht. Von dort sei Mouhamed mehrfach nach Aussage der Jugendamtsleiterin des Rhein-Pfalz-Kreises abgängig gewesen. Sein Ziel sei jedes Mal ein BVB-Heimspieltag in Dortmund gewesen, da Fußball und der BVB seine große Leidenschaft gewesen seien.
In der Nacht des 3. Juli 2022 soll Dramé eine Fußgängerin bedrängt und gegen Münzen Sex verlangt haben. Er sei ihr gefolgt, als sie wegrannte, und sei erst geflüchtet, nachdem die Frau die Polizei gerufen hatte. Dramé wurde wegen einer detaillierten Personenbeschreibung des Opfers am Mainzer Hauptbahnhof durch die Bundespolizei aufgegriffen.
Schließlich kam Dramé nach Dortmund und war dort ab 1. August 2022 in der katholischen Jugendeinrichtung St. Elisabeth in der Nordstadt untergebracht. Am 6. August brachte man ihn aufgrund einer vermuteten Suizidabsicht in die LWL-Klinik Dortmund -Elisabeth-Klinik-, aus der er auf eigenen Wunsch einen Tag später wieder entlassen wurde. Die behandelnde Ärztin beschrieb ihn als „sehr freundlich und kooperativ“ und erläuterte, dass er keine Suizidabsichten gehabt habe. Ebenfalls zwei Tage vor seinem Tod wurde Dramé laut einem Chatverlauf bedrängt und darauf angesprochen, dass bei seiner Familie im Senegal noch kein Geld aus Deutschland von ihm eingetroffen sei.
Dramé sprach, entgegen anderweitig lautenden ersten Schilderungen, gebrochen Deutsch sowie Französisch und die senegalische Landessprache Wolof.

## Polizeieinsatz und Tod
Am 8. August 2022 rief der Leiter einer Jugendhilfeeinrichtung in der Dortmunder Nordstadt den Notruf wegen einer Suizidgefährdung des nach eigenen Angaben 16-jährigen Mouhamed Dramé. Als die Polizeibeamten in der Jugendhilfeeinrichtung erschienen, saß Dramé apathisch im Hof und richtete ein Küchenmesser mit einer 20 Zentimeter langen Klinge gegen sich. Dramé lehnte in einer Nische. Zwölf Polizeibeamte waren vor Ort. Nach dem erfolglosen Einsatz von Pfefferspray (RSG8) soll er aufgestanden und sich auf die Beamten zubewegt haben, woraufhin zwei Polizeibeamte mit Tasern auf ihn schossen. Fast zeitgleich feuerte ein Polizist sechs Schüsse mit einer Maschinenpistole auf ihn. Getroffen von fünf Schüssen ging Dramé zu Boden. Nach Zeugenaussagen hat ein Beamter den am Boden liegenden reglosen Mouhamed angebrüllt, dass er liegen bleiben solle. Dann wurden ihm Handschellen angelegt. Ein weiterer Zeuge schilderte, dass der Einsatzleiter später dem am Boden liegenden und vor Schmerzen schreienden Mouhamed Dramé einen leichten Tritt in den Bauch versetzt habe und ihn angesprochen habe. Nach Angaben der Rettungssanitäter, die bereits vor den Schüssen vor Ort waren, war Dramé trotz der Schussverletzungen zunächst stabil und atmete selbständig, lediglich der Blutdruck sei nicht festzustellen gewesen. Im Rettungswagen habe er sich gewehrt und damit die notwendige Behandlung erschwert. Sein Tod wurde erst „rund eineinhalb Stunden später“ im Krankenhaus festgestellt.
Im Gegensatz dazu berichtet der untersuchende Gerichtsmediziner vor Gericht, dass das Leben Dramés schon zu diesem Zeitpunkt kaum noch zu retten war. Im Rahmen der Obduktion hat der Zeuge drei weniger schwerwiegende Verletzungen an den Armen und im Gesicht festgestellt, aber auch schwerwiegende Verletzungen durch Projektile in der Beckenvene und im Lungenflügel, welche zu erheblichen inneren Blutungen führten. Alle Organe von Mouhamed Dramé hätten sich im Schockzustand befunden. Die Schüsse wurden laut Zeuge aus 2–4 Metern Entfernung abgegeben.
Das Geschehen wurde von der Notrufleitstelle aufgezeichnet, da der Leiter der Jugendhilfe während des gesamten Einsatzes mit der Leitstelle telefonierte und der Polizei Fragen zu Dramé beantwortete.
Die Bodycams der zwölf eingesetzten Polizisten waren alle ausgeschaltet, was den Vorschriften entspricht; das Ministerium des Innern des Landes Nordrhein-Westfalen verweist auf eine Dienstvorschrift, welche das Filmen „höchstpersönlicher Lebenssachverhalte“ (darunter Suizidversuche) nicht gestatte.
Dramés Leichnam wurde auf Kosten der Stadt Dortmund nach Senegal überführt und in seinem Heimatdorf begraben.

### Ursprüngliche Falschinformation durch die Polizei und Innenministerium
Die Polizei schrieb am selben Abend in einer Pressemitteilung, dass der Geflüchtete die eingesetzten Beamten mit einem Messer bedroht und versucht habe, sie anzugreifen, woraufhin zuerst Pfefferspray und Taser eingesetzt worden seien und nachdem das keine Wirkung gezeigt habe, ein Polizist das Feuer eröffnet habe. Diese ursprüngliche, inzwischen widerlegte Falschdarstellung wurden von vielen Medien übernommen und inzwischen aus dem Pressearchiv der Polizei entfernt.
Auch der Innenminister Herbert Reul gab eine entsprechende Schilderung des Vorfalls dem WDR. So sagte er, dass Mouhamed Dramé immer aufgeregter, angespannter und aggressiver auf die Polizisten zugerannt sei und es in dieser Situation dann nur noch um die Frage gegangen sei, ob Dramé zusteche oder die Polizei schieße. Der leitende Oberstaatsanwalt äußerte am Ende des Prozesses in einem Interview, dass Herr Reul wohl falsch informiert worden sei. Er habe daraufhin allerdings den Behörden klargemacht, dass Ermittlungsergebnisse nur noch von ihm persönlich an die Presse weitergegeben werden.

## Situation in der Nordstadt
Die Dortmunder Nordstadt ist ein Drogenkriminialitätsschwerpunkt, weswegen 2016 eine eigene „Ermittlungskommission Nordstadt“ eingeführt wurde. Zudem überwachen Kameras ganze Straßenzüge und die Polizei ist überall präsent. Zum Todeszeitpunkt von Mouhamed Dramé sei die Situation besonders angespannt gewesen, da es kurz zuvor zwei gewaltsame Vorfälle mit der Polizei gegeben habe, bei der diese sich auch rassistisch geäußert habe. Nach dem Tod Dramés hat die Dortmunder Polizei einen Dialog mit vielen migrantisch geprägten Organisationen der Zivilgesellschaft initiiert. Denn der Dortmunder Polizeipräsident Gregor Lange hatte festgestellt, dass die Polizei nicht bei allen Dortmundern ein hohes Vertrauen genieße. Dieser Dialog mündete im Juni 2024 in einer Kooperationsvereinbarung zwischen zivilgesellschaftlichen Gruppen und Polizei.
Ein wiederholt kritisierter Aspekt des Falls war, dass die Polizei Recklinghausen die Ermittlungen gegen die Dortmunder Kollegen übernahm, während zeitgleich die Dortmunder Behörde in einem Fall tödlicher Polizeigewalt der Recklinghausener Polizei ermittelte; dieser „Kreuztausch“ weckte Zweifel an der tatsächlichen Unabhängigkeit der polizeiinternen Kontrolle.

## Reaktionen

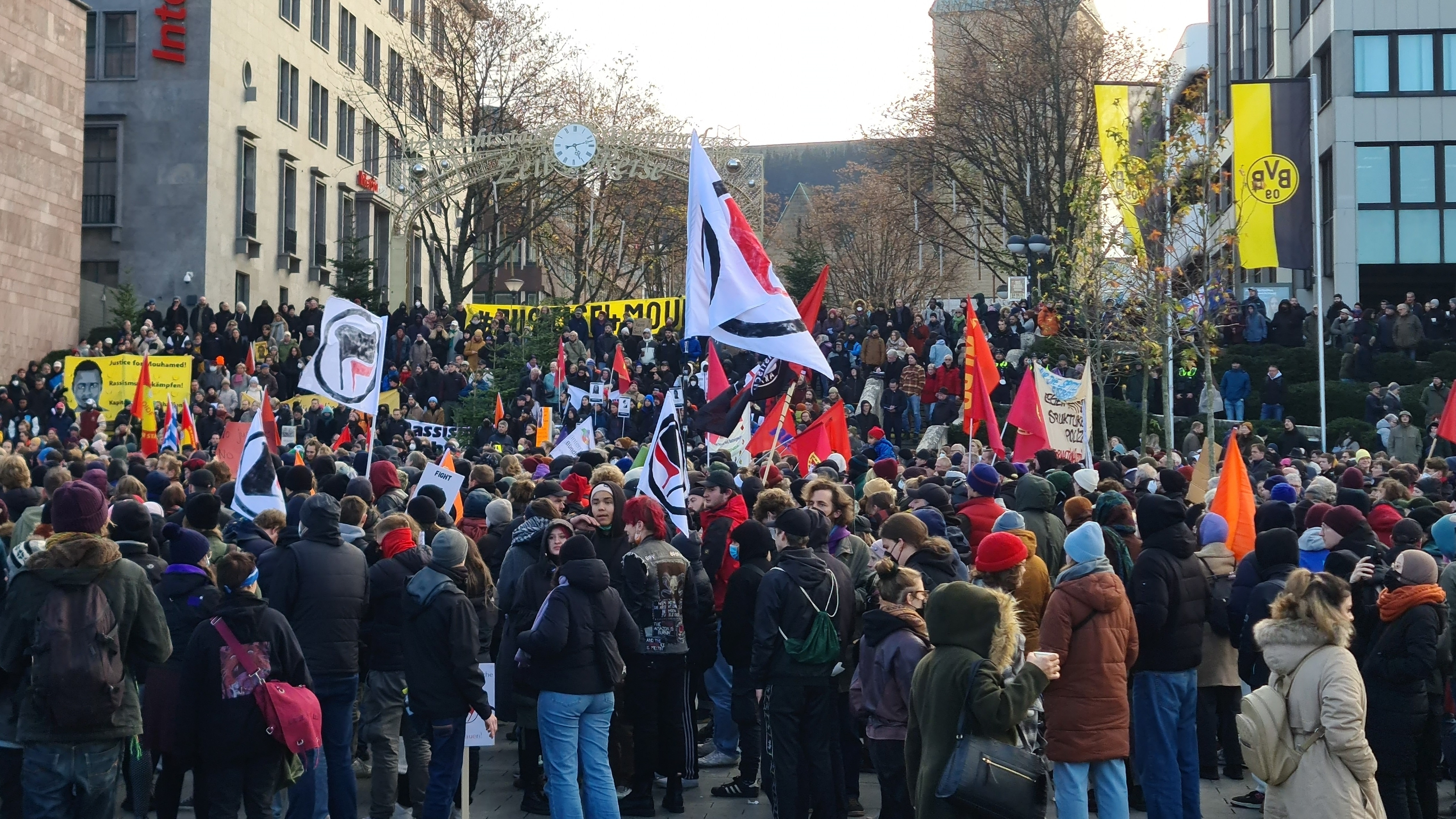
Demo Justice for Mouhamed in Dortmund am 19. November 2022

Der Innenminister von Nordrhein-Westfalen Herbert Reul kündigte an, die Schusswaffengebräuche sowie sämtliche Zwangsmaßnahmen mit Todesfolge der letzten fünf Jahre darauf überprüfen zu lassen, ob sich aus diesen „Anhaltspunkte ergeben, die einen Anpassungsbedarf in der Aus- und Fortbildung nahelegen“. Auch kündigte er an, einen unabhängigen Polizeibeauftragten zu installieren.
Der ehemalige Ministerpräsident Abdoul Mbaye des Senegals schrieb in einem Tweet, dass der Vorfall eine Reaktion der Regierung provozieren müsse.
Eine Petition mit über 30.000 Unterschriften forderte eine unabhängige Untersuchungskommission zur Aufarbeitung des Polizeieinsatzes.
Vier Tage nach Dramés Tod kamen rund 500 Menschen zur Trauerfeier in den Innenhof der Abu-Bakr-Moschee, darunter der Dortmunder Oberbürgermeister Thomas Westphal (SPD). Nach der Trauerfeier folgte eine Demonstration auf dem Friedensplatz gegen Polizeigewalt und Rassismus. Es gab Rufe „Justice for Mouhamed“.
Der Solidaritätskreis „Justice4Mouhamed“ organisierte in den Monaten nach der Tat zahlreiche Gesprächsrunden für Angehörige, sammelte Spenden für die Familie und koordinierte bundesweite Demonstrationen. Auch Anhänger des Fußball-Bundesligisten Borussia Dortmund sowie weiterer Fanszenen in Deutschland forderten in Choreografien und Spruchbändern Gerechtigkeit für Mouhamed Dramé und machten den Fall in deutschen Stadien sichtbar.
Der Fall wird von einigen Kommentaren in ein größeres Muster rassistischer Polizeigewalt verortet und mit weiteren Todesfällen verglichen, darunter Qosay Khalaf, Ibrahima Barry, Oury Jalloh sowie den 2025 in Oldenburg erschossenen 21-jährigen Lorenz, bei denen ebenfalls ungelöste Fragen zur Gewaltanwendung durch Polizeibeamte bestehen. Menschenrechts- und Migrationsorganisationen fordern eine unabhängige Ermittlungs- und Beschwerdestelle auf Bundesebene, die polizeiliches Fehlverhalten untersuchen kann, ohne dass Polizeiangehörigen gegen Kollegen ermitteln müssen.

## Prozess
Am 19. Dezember 2023 begann vor dem Landgericht Dortmund der Prozess gegen fünf der zwölf am Einsatz beteiligten Polizisten. Drei der Polizisten, die das Pfefferspray und die Taser eingesetzt hatten, wurden wegen gefährlicher Körperverletzung, der Einsatzleiter wegen Anstiftung dazu sowie der als Sicherungsschütze eingeteilte Polizist wegen Totschlags angeklagt. Letzterer hatte mit einer Maschinenpistole HK MP5 die tödlichen Schüsse abgegeben. Alle fünf Beschuldigten gehörten zur Wache Nord der Dortmunder Polizei, die für Einsätze in der Nordstadt zuständig ist.

### Zeugenaussagen
Ein Sozialarbeiter sagte vor Gericht aus, dass Dramé ganz langsam, eher orientierungslos auf die angerückten Polizisten zugegangen sei. Wohingegen ein anderer Sozialarbeiter an einem früheren Prozesstag das genaue Gegenteil aussagte. Ein Verteidiger bemerkte dazu, dass auf Grund dessen keine validen Rückschlüsse auf das Geschehen möglich seien.
Ein Zivilbeamter sagte vor Gericht aus, dass nach Einsatz des Pfeffersprays Mouhamed Dramé aufgesprungen und auf die Beamten zugerannt sei. Das Messer solle er dabei mit der Spitze nach unten gehalten haben im Gesatz zu seiner Aussage kurz nach der Tat, wonach er keine Messerhaltung erkannt hätte. Die Nebenklage wirft darauf ein, dass Erinnerungen im Laufe der Zeit zu Pseudo-Erinnerungen werden können.
Die Leiterin des zivilen Einsatztrupps sagte aus, dass sie zum Einsatzgeschehen wenig sagen könne, da Mouhamed Dramé nicht in ihrem Blickfeld gewesen sei. Am Tattag habe sie eine Anzeige wegen Bedrohung gegen Dramé gefertigt. Ob Mouhamed Dramé zum Zeitpunkt der Erstellung bereits verstorben war, konnte die Zeugin nicht mehr klar beantworten.
Eine Sozialarbeiterin sagte als Zeugin vor Gericht aus, dass die Polizei damals alarmiert worden war, weil Mouhamed Dramé apathisch in dem Innenhof gesessen hätte und ein Messer gegen seinen nackten Bauch gedrückt hätte. Sie hätte dann aus dem Fenster gesehen, wie eine Polizeibeamtin Dramé mit einer Ladung Pfefferspray besprühte. Daraufhin sei Mouhamed Dramé aufgestanden und hätte sich in Richtung der anderen Polizisten zuerst langsam und dann minimal schneller zubewegt. Die Zeugin betonte, dass sie nicht wolle, dass der Eindruck entstehe, Dramé sei gerannt. Diese Formulierung provozierte eine Ermahnung des Oberstaatsanwaltes Carsten Dombert, sie solle nur ihr tatsächliches Erleben schildern.
Einer der Verteidiger warf der Zeugin daraufhin sogar eine Falschaussage vor.
Der Polizeischütze sagte vor Gericht aus, dass nachdem seine Kollegen Pfefferspray eingesetzt hätten, Drame sich kurz orientiert hätte und dann auf sie zugelaufen sei. Nachdem Mouhamed etwa drei Meter zurückgelegt hätte, hätte er auf den Jugendlichen geschossen, da er die Situation als lebensbedrohlich wahrgenommen hätte. Nach seiner Aussage sprach der Polizeischütze den Angehörigen der Nebenklage sein ausdrückliches Beileid aus.
Der als Sachverständiger geladene Ausbilder vom LAFP NRW sagte vor Gericht, dass es, was die einzelnen Einsatzmittel angeht, generell keine starren Gebote und Verbote gäbe. Der Sachverständige wollte sich konkret nicht festlegen, ob er den Einsatz für richtig oder nicht richtig geplant ansehe. Er sagte aber auch, dass es eigentlich immer das Ziel sein müsse, eine statische Lage nicht zu einer dynamischen Lage werden zu lassen. Wenn dagegen ein Mann mit einem Messer auf die Polizei zuläuft, heiße es vielmehr schießen bis die Person zu Boden fällt.

### Plädoyers
Die Staatsanwaltschaft forderte in ihrem Plädoyer im Dezember 2024 für den Dienstgruppenführer, der den Einsatz vor Ort führte, eine Verurteilung zu einer Bewährungsstrafe von zehn Monaten, unter anderem wegen fahrlässiger Tötung. Sie begründete dies damit, dass der Dienstgruppenführer zu Unrecht und unüberlegt den Einsatz von Pfefferspray angeordnet habe und dadurch den fatalen Ablauf erst ausgelöst habe. Dies wertete die Staatsanwaltschaft „als Verleitung einer untergebenen Person zur gefährlichen Körperverletzung im Amt“. Für die anderen vier Angeklagten forderte man einen Freispruch. So habe der Polizist, der die tödlichen Schüsse abgab, in Putativnotwehr gehandelt. Die Nebenklage machte in ihrem Plädoyer deutlich, dass der Reizgaseinsatz nicht angekündigt wurde und es auch nicht versucht dieses per Übersetzerapp anzukündigen. Denn so wurde Dramé durch den Reizgaseinsatz regelrecht in das Schussfeld hineingetrieben. Die vom Oberstaatsanwalt entkräfteten Rassismusvorwürfe kritisierte sie, da unbewusster struktureller Rassismus nicht berücksichtigt worden sei. Konkrete Strafforderungen wollte die Anwältin der Nebenklage nicht machen. Doch die von der Staatsanwaltschaft geforderte zehnmonatige Bewährungsstrafe sieht sie als zu gering an.
Die Verteidiger der fünf Angeklagten plädierten jeweils auf Freispruch. Der Einsatz sei rechtmäßig gewesen. Der Verteidiger des Einsatzleiters warf eine strafrechtliche Verantwortung der Ärztin in der Psychiatrischen Klinik in den Raum, da sie Mouhamed Dramé vorzeitig entlassen hätte. Zudem gäbe es bei der Polizei eine konkrete Ausbildung für den Umgang mit psychisch Kranken erst seit diesem Vorfall. Der Verteidiger der Reizgas einsetzenden Beamtin hob hervor, dass seine Mandantin verpflichtet sei Weisungen von Vorgesetzten zu verfolgen, es sei denn sie erkenne die Rechtswidrigkeit.

### Urteil
Am 12. Dezember 2024 wurden alle angeklagten Polizisten vom Gericht freigesprochen. Der Vorsitzende Richter erklärte, das sofortige Einschreiten sei „durchaus nachvollziehbar“ gewesen, weil eine akute Suizidgefahr bestanden habe und unbeteiligte Dritte hätten geschützt werden müssen. Der Schütze wie auch die übrigen Beamten hätten sich – wenn auch irrtümlicherweise – in einer Notwehrlage gewähnt. Der Richter betonte, dass die Urteile zu Beginn nicht vorhersehbar gewesen seien und das Gericht erst nach umfassender Beweisaufnahme habe entscheiden können. In seiner mündlichen Entscheidung stellte das Landgericht ausdrücklich fest, dass es weder beim Schützen noch beim Einsatzleiter eine Straftat erkennen könne und daher für keinen der fünf Angeklagten eine strafrechtliche Verantwortlichkeit bestehe.
Die Urteilsbegründung wurde in der Presse unterschiedlich wiedergegeben. So wird in der FAZ und den Ruhr Nachrichten wiedergegeben, dass die vier handelnden Beamten in Putativnotwehr gehandelt hätten. Laut dem WDR hätten sie davon ausgehen müssen, in Gefahr zu sein, da Dramé sich mit dem Messer auf sie zu bewegte. Nach Ansicht des Gerichts habe Dramé allerdings nicht die Polizisten angreifen, sondern vor dem eingesetzten Pfefferspray flüchten wollen. Den Einsatz von Pfefferspray gegen Dramé bewertete das Gericht als rechtmäßig und als das einzig geeignete Vorgehen. Laut Ruhr Nachrichten musste der Pfeffersprayeinsatz angeordnet werden um einer Suizid zu verhindern.

### Reaktionen auf das Urteil
Mouhameds Brüder Sidy und Lassana Dramé, die sich seit Januar 2024 über Spenden finanziert in Dortmund aufhielten und im Prozess als Nebenkläger aufgetreten waren, zeigten sich schockiert über das Urteil. Aktivisten riefen im Zuschauerbereich nach dem Urteil „Justice for Mouhamed - Das war Mord“. Justizbeamte forderten sie auf, den Gerichtssaal zu verlassen. Das Urteil ist noch nicht rechtskräftig.
Am Abend des Urteils gab es eine spontane Demonstration von rund 300 Menschen in der Dortmunder Nordstadt, die „Gerechtigkeit für Mouhamed Dramé“ forderten. Am 14. Dezember demonstrierten etwa 1200 Menschen gegen das Urteil in der Dortmunder Innenstadt. Auf Transparenten und Flugblättern forderten sie „Gerechtigkeit und Solidarität für alle von der Polizei getöteten Geflüchteten“. Ein Mitglied des Landesvorstandes von Die Linke Nordrhein-Westfalen sprach von Polizeigewalt.
Der Dortmunder Polizeipräsident Gregor Lange war erleichtert, dass am Ende eines langen rechtsstaatlichen Verfahrens, nun das Urteil nach umfangreicher Beweiserhebung feststellt hatte, dass alle fünf Angeklagten von den Strafvorwürfen freizusprechen sind.
Die GdP NRW war erleichtert, da sie um die Gefährlichkeit von Einsatzlagen mit Messer wisse und dass in der Lage ganz konkrete und rasche Entscheidungen gefordert seien.
Der Polizeiwissenschaftler Rafael Behr hätte es gerechter gefunden, wenn der Einsatzleiter wenigstens, wie von der Staatsanwaltschaft gefordert, zu einer symbolischen Strafe verurteilt worden wäre, weil damit zum Ausdruck gebracht worden wäre, dass die Maßnahmen unverhältnismäßig gewesen wären. Im Vorfeld hatte er auf ein Urteil gehofft, das klar die Rechtswidrigkeit der Maßnahmen benennen, aber in der Frage der Schuld beziehungsweise beim Strafmaß milde ausfallen würde.
Der Kriminologe Tobias Singelnstein merkt zusammen mit Hannah Espín Grau und Laila Abdul-Rahman in einem Kommentar der LTO an, dass aus strafrechtlicher Sicht zu überlegen sei, ob das ohnehin irrtümlich angenommene Notwehrrecht der Beamten im Hinblick auf Tasereinsatz und Schüsse nicht über die Gebotenheit eingeschränkt gewesen sei. Schließlich hatte die Polizei die vermeintliche Notwehrlage selbst provoziert.
Der Oberstaatsanwalt Carsten Dombert kritisiert in einem Interview der Ruhrnachrichten die Vorverurteilung von Rechts und Links. So sei für die Rechten schnell klar gewesen, der Flüchtling sei selbst schuld gewesen, wenn er mit einem Messer auf die Polizei zulaufe. Für Linke hingegen habe schnell fest gestanden, dass die Polizei den Jugendlichen aus rassistischen Motiven erschossen habe.

### Revision
Die Staatsanwaltschaft legte am 16. Dezember Revision zum Bundesgerichtshof in Karlsruhe gegen den Freispruch des Einsatzleiters ein. Am 19. Dezember legte auch die Anwältin der Familie Dramé, als Nebenkläger, Revision gegen alle fünf Freisprüche vorm Bundesgerichtshof ein.